# Jean Pedersen
Jean J. Pedersen (Salt Lake City, 17 de setembro de 1934 – 1 de janeiro de 2016)  foi uma matemática e autora estadunidense, particularmente conhecida por seus trabalhos sobre a matemática da dobradura de papéis.

## Formação e carreira
Filha de um oftalmologista e uma professor, estudou economia doméstica mudando para uma dupla especialização em matemática e física como estudante de graduação na Universidade Brigham Young, antes de se tornar uma estudante de pós-graduação em matemática na Universidade de Utah, orientada por E. Allen Davis.
Após concluir o mestrado, mudou-se para San José (Califórnia), seguindo o marido que trabalhava para a IBM. Ingressou no corpo docente da Universidade de Santa Clara em meio período em 1966, mas mudou para período integral e foi promovida a professora titular em 1996. Foi a primeira mulher a lecionar matemática na universidade e a primeira a ser titular como professora de matemática.
Sua descoberta de que os sólidos platônicos poderiam ser trançados a partir de tiras de papel levou Martin Gardner a escrever sobre isso na coluna Mathematical Games de setembro de 1971 na Scientific American.

## Livros
Os livros de Pedersen incluem:
- Geometric Playthings (com Kent Pedersen, Dale Seymour Publications Secondary, 1973, ISBN 978-0866513517)
- Fear No More: An Adult Approach to Mathematics (com Peter Hilton, Dale Seymour Publications, 1982 ISBN 978-0201057133)
- Build Your Own Polyhedra (com Peter Hilton, Addison-Wesley, 1988)[4]
- Mathematical Reflections: In a Room with Many Windows (com Peter Hilton e Derek Holton, Springer, 1996)[5][6]
- Mathematical Vistas: From a Room with Many Windows (com Peter Hilton e Derek Holton, Springerl 2002)[5][7]
- 99 Points of Intersection: Examples—Pictures—Proofs (por Hans Walser, traduzido com Peter Hilton, Mathematical Association of America, 2006)[8]
- A Mathematical Tapestry: Demonstrating the Beautiful Unity of Mathematics (com Peter Hilton, ilustrado por Sylvie Donmoyer, Cambridge University Press, 2010)[9]

Ela e Peter Hilton também traduziram The Golden Section e Symmetry por Hans Walser do alemão em inglês. Ambas as traduções foram publicadas pela Mathematical Association of America em 2001.